# إيتالو خوسيه ديتر
إيتالو خوسيه ديتر (بالإنجليزية: Italo Jose Dejter) (من مواليد 17 ديسمبر 1939 في باهيا بلانكا) هو عالم رياضيات أمريكي أرجنتيني وأستاذ متقاعد للرياضيات وعلوم الكمبيوتر من جامعة بورتوريكو، ونشط في تلك المؤسسة من أغسطس 1984 إلى فبراير 2018. أجرى أبحاثًا في الرياضيات، خاصة في المجالات التي تشمل الطوبولوجيا الجبرية، والطوبولوجيا التفاضلية، ونظرية الرسم البياني، ونظرية الترميز ونظرية التصميم.
حصل ديجتر على درجة الليسانس في الرياضيات من جامعة بوينس آيرس عام 1967 ، وشهادة الدكتوراه. شهادة في الرياضيات من جامعة روتجرز في عام 1975 تحت إشراف البروفيسور تيد بيتري. كان ديتر أستاذاً في جامعة سانتا كاتارينا الفيدرالية بالبرازيل [الإنجليزية] في الفترة من 1977 إلى 1984.
كان ديتر باحثًا زائرًا في عدد من المؤسسات البحثية، بما في ذلك جامعة ساو باولو، والمعهد الوطني للمتاحف بورا إي أبليكادا، وجامعة ريو غراندي دو سول الفيدرالية، وجامعة كامبريدج، والجامعة الوطنية المستقلة للمكسيك، وجامعة سيمون فريزر، وجامعة فيكتوريا، وجامعة نيويورك، وجامعة إلينوي في أوربانا شامبين، وجامعة ماك ماستر، وجامعة برشلونة المستقلة، والجامعة التقنية في الدنمارك، وجامعة أوبورن، وجامعة كاتالونيا للفنون التطبيقية، والجامعة التقنية في مدريد، وجامعة تشارلز، وجامعة أوتاوا وسيمون جامعة بوليفار.